# Tetragnatha laboriosa
Tetragnatha laboriosa is een spinnensoort uit de familie van de strekspinnen.
De wetenschappelijke naam van de soort werd voor het eerst geldig gepubliceerd in 1850 door Hentz.